# زنون بورکویچ
زنون بورکویچ (ترکی آذربایجانی: ?؛ ۲۹ مهٔ ۱۹۳۷ – ۱۹ اوت ۲۰۱۰) بازیکن واترپلو اهل اتحاد جماهیر شوروی سوسیالیستی بود.